# TV Oberfrohna
Der TV Oberfrohna 1862  ist ein deutscher Sportverein aus Limbach-Oberfrohna/Stadtteil Oberfrohna im Landkreis Zwickau. Heimstätte ist der Sportplatz am Jahnhaus. Der Club steht in der Tradition der BSG Motor Limbach-Oberfrohna.

## Sektion Fußball
Der TV Oberfrohna wurde als Turnverein im Jahr 1862 gegründet, 1910 gründete sich die Fußballabteilung im TV unter der Bezeichnung SC Germania Oberfrohna. Der Club agierte bis 1945 innerhalb des mitteldeutschen Fußballs stets unterklassig, etwaige Teilnahmen in der Gauliga Sachsen sowie an den Endrunden des Verbandes Mitteldeutscher Ballspiel-Vereine fanden nicht statt.
1945 wurde der Verein aufgelöst und als SG Oberfrohna neu gegründet. In der Folgezeit vollzog die lose Sportgruppe mit dem Einstieg der Sportvereinigung Motor ab 1949 eine erneute Umbenennung in BSG Motor Oberfrohna, später dann Motor Limbach-Oberfrohna.
Auf sportlicher Ebene war Motor Oberfrohna vorerst im Bezirksklassenbereich vertreten, stieg in der Saison 1958 gemeinsam mit Aufbau Aue-Bernsbach, Motor Zschopau sowie Aktivist „Grube Deutschland“ Oelsnitz erstmals in die damals viertklassige Bezirksliga Karl-Marx-Stadt auf. Die höchste Spielklasse des Bezirkes hielt Motor Limbach-Oberfrohna mit einer kurzzeitigen Unterbrechung bis 1984, eine realistische Chance zum Aufstieg zur II. DDR-Liga bzw. DDR-Liga bestand nicht. Beste Platzierung war hinter der zweiten Vertretung des FC Karl-Marx-Stadt sowie Motor West Karl-Marx-Stadt in der Spielzeit 1966/67 ein dritter Rang.
Ab der Saison 1954/55 nahm Motor Limbach Oberfrohna insgesamt dreimal am FDGB-Pokal teil. Nach Siegen über den FSV Lok Dresden und die BSG Chemie Leipzig erreichte Limbach-Oberfrohna 1980/81 überraschend die zweite Hauptrunde, unterlag dort dem FC Karl-Marx-Stadt mit 0:7. In der Folgezeit agierte die BSG ausnahmslos im Karl-Marx-Städter Bezirksklassenbereich. 1988 wurde die Sektion Fußball mit dem Lokalrivalen Fortschritt Limbach-Oberfrohna zusammengelegt und fungierte kurzzeitig auch unter deren Namen. 1990 vollzog der Verein wieder eine Umbenennung in TV Oberfrohna, wobei die Fußballabteilung ab 1991 wieder selbständig antrat. Der TV Oberfrohna spielt seitdem ausnahmslos im Lokalbereich, derzeitige Spielklasse ist die Kreisoberliga Zwickau.

## Statistik
- Teilnahme FDGB-Pokal: 1954/55 (1. HR), 1957 (2. QR), 1980/81 (2. HR)
- Teilnahme Bezirksliga Karl-Marx-Stadt: 1958 bis 1971/72, 1977/78 bis 1983/84
- DDR-Vizemeister (B-Jugend): 1952

## Personen
- Hans Wolfrum
- Hilmar Ahnert